# Astragalus icmadophilus
Astragalus icmadophilus es una especie de planta del género Astragalus, de la familia de las leguminosas, orden Fabales.

## Distribución
Astragalus icmadophilus se distribuye por Turquía, Irán e Irak.

## Taxonomía
Fue descrita científicamente por Hand.-Mazz. Fue publicada en Ann. K. K. Naturhist. Hofmus. 27: 73 (1913).